# Европейский центр по правам цыган
Европейский центр по правам цыган (англ. European Roma Rights Centre) — существующая с 1996 года международная правозащитная неправительственная организация, защищающая права цыган. Базируется в Будапеште. Исполнительными директорами центра были Димитрина Петрова, Вера Эгенбергер, на конец 2009 г. управляющий директор — Роберт Кушен.
ERRC является ассоциированным членом Международной Хельсинкской Федерации по правам человека, а также имеет специальный консультативный статус при Совете Европы и Экономическом и Социальном Совете ООН.
Центр выиграл ряд дел в Европейском комитете по социальных правам; юристы ЕЦПЦ участвовали также в ряде процессов в ЕСПЧ и комитетах ООН. В 2007 году центр получил премию имени Макса ван дер Стула.